# Gaia Palma
Gaia Palma (Turín, 8 de marzo de 1990) es una deportista italiana que compitió en remo. Ganó dos medallas en el Campeonato Europeo de Remo, en los años 2012 y 2013.

## Palmarés internacional
| Campeonato Europeo | Campeonato Europeo | Campeonato Europeo | Campeonato Europeo |
| Año                | Lugar              | Medalla            | Prueba             |
| ------------------ | ------------------ | ------------------ | ------------------ |
| 2012               | Varese (Italia)    | Medalla de plata   | Ocho con timonel   |
| 2013               | Sevilla (España)   | Medalla de bronce  | Cuatro scull       |